# Euphyia calentaria
Euphyia calentaria là một loài bướm đêm trong họ Geometridae.